# Thereutria pulchripes
Thereutria pulchripes är en tvåvingeart som beskrevs av White 1918. Thereutria pulchripes ingår i släktet Thereutria och familjen rovflugor. Inga underarter finns listade i Catalogue of Life.